# Swiftia casta
Swiftia casta is een zachte koraalsoort uit de familie Plexauridae. De koraalsoort komt uit het geslacht Swiftia. Swiftia casta werd in 1883 voor het eerst wetenschappelijk beschreven door Verrill. 